# Hjadstrup Sogn
Hjadstrup Sogn ist eine Kirchspielsgemeinde (dän.: Sogn)
auf der Insel Fyn (dt.: Fünen)
im südlichen Dänemark. Bis 1970 gehörte sie zur Harde Lunde Herred im damaligen Odense Amt, danach zur Otterup Kommune im Fyns Amt, die im Zuge der Kommunalreform zum 1. Januar 2007 in der Nordfyns Kommune in der Region Syddanmark aufgegangen ist.
Im Kirchspiel leben 776 Einwohner (Stand: 1. Januar 2023). Im Kirchspiel liegt die Kirche „Hjadstrup Kirke“.
Nachbargemeinden sind im Norden Bederslev Sogn, im Nordosten Norup Sogn, im Südosten Otterup Sogn, im Süden Lunde Sogn und im Westen Skamby Sogn und Uggerslev Sogn.